# San Martín Azcatepec
San Martín Azcatepec är en stad i Mexiko, tillhörande kommunen Tecámac i delstaten Mexiko. San Martín Azcatepec ligger i den centrala delen av landet och tillhör Mexico Citys storstadsområde. Orten hade 35 390 invånare vid folkmätningen 2010 och är kommunens näst största stad sett till befolkning.